# Thaba Bosiu
Thaba Bosiu è un altopiano di arenaria con un'area di circa 2 km², posto ad un'altitudine di 1804 m sul livello del mare. Si trova tra i fiumi Orange e Caledon nel distretto di Maseru in Lesotho, 23 km a sud-est della capitale Maseru. È stato capitale del Lesotho.

## Etimologia del nome
Nella lingua sesotho la parola Thaba significa "montagna" e Bosiu è un avverbio che indica "di notte"; il nome "montagna di notte" rimanda ad una credenza locale secondo la quale la montagna cresce in altezza durante la notte e si abbassa durante il giorno, lasciando i nemici che cercassero di scalare i suoi versanti durante la notte ancora bloccati sulle scarpate e vulnerabili ad un attacco allo spuntar del mattino.

## Storia
Nel luglio 1824, il capo basotho Moshoeshoe I stabilì una roccaforte sull'altopiano che potesse fungere da rifugio per il suo popolo durante la guerra contro gli Ndebele. Elevandosi di circa 120 metri sopra le terre circostanti, l'altopiano formava una fortezza naturale per riunire il popolo basotho in caso di pericolo: l'ampia superficie dell'altopiano poteva infatti contenere abbastanza bestiame e provviste e la presenza di otto sorgenti garantiva anche l'acqua necessaria per sostenere la popolazione durante un lungo assedio.
Thaba Bosiu fu anche il quartier generale di Moshoeshoe durante le guerre Basotho. Nella prima guerra tra Stato Libero e Basotho nel 1858, i commando dello Stato Libero dell'Orange cercarono di assaltare la roccaforte, ma ebbero scarso successo. Durante la terza guerra contro lo Stato Libero nel 1868, Thaba Bosiu fu l'unica fortezza del Basutoland che non fosse stata presa d'assalto dalle forze armate dello Stato Libero. 

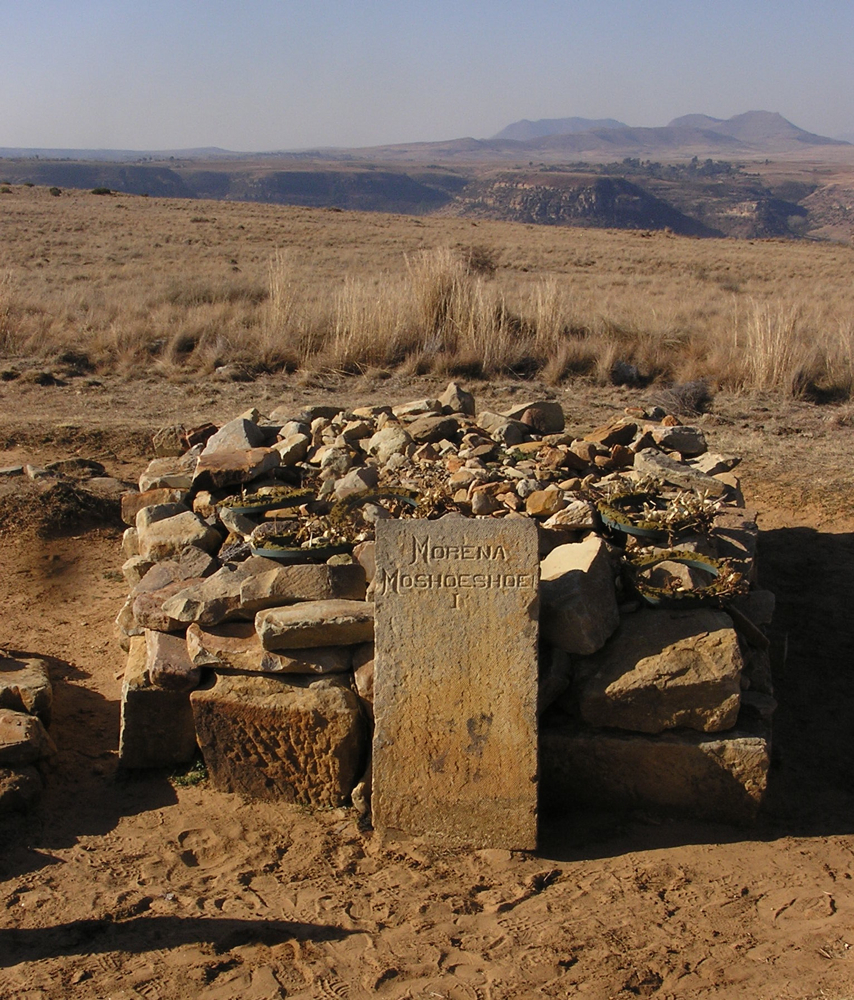
Tomba di Moshoeshoe I in cima a Thaba Bosiu.

Così per tutto il tempo in cui fu abitata, la roccaforte non fu cadde mai in mano al nemico. Quando Moshoeshoe I morì nel 1870, fu seppellito a Thaba Bosiu.
Da allora l'insediamento sul Thaba Bosiu è stato abbandonato e restano solo rovine e le tombe di diversi capi basotho, tra cui quella di re Moshoeshoe II, lì sepolto il 15 gennaio 1996. Attualmente l'altopiano è monumento nazionale, spesso visitato dai turisti.